# Václav Černý (calciatore)
Václav Černý (Příbram, 17 ottobre 1997) è un calciatore ceco, attaccante del Wolfsburg e della nazionale ceca.

## Caratteristiche tecniche
Ala sinistra, può giocare anche come ala destra.

## Carriera

### Club
Cresciuto nelle giovanili del Příbram e dell'Ajax con cui debutta in Eredivisie il 15 agosto 2015 contro il Willem II, l'8 luglio 2019 viene venduto all'Utrecht per 700.000 euro più 200.000 di bonus con il club di Amsterdam che si riserva il diritto di riacquisto per 5 milioni. L’anno dopo viene mandato in prestito al Twente ma termina anzitempo la stagione con 16 presenze e 6 gol a causa di un grave infortunio al ginocchio rimediato il 14 gennaio 2021 in Twente-Ajax.
Il 23 giugno 2023 viene acquistato dal Wolfsburg per 8 milioni di euro. Ha scelto di indossare la maglia numero 7.

### Nazionale
Ha giocato nelle nazionali giovanili olandesi Under-16, Under-17, Under-19 ed Under-21.
Nel 2020 ha esordito nella nazionale maggiore ceca.

## Statistiche

### Presenze e reti nei club
Statistiche aggiornate al 17 maggio 2025
| Stagione         | Squadra          | Campionato       | Campionato | Campionato | Coppe nazionali | Coppe nazionali | Coppe nazionali | Coppe continentali | Coppe continentali | Coppe continentali | Altre coppe | Altre coppe | Altre coppe | Totale | Totale |
| Stagione         | Squadra          | Comp             | Pres       | Reti       | Comp            | Pres            | Reti            | Comp               | Pres               | Reti               | Comp        | Pres        | Reti        | Pres   | Reti   |
| ---------------- | ---------------- | ---------------- | ---------- | ---------- | --------------- | --------------- | --------------- | ------------------ | ------------------ | ------------------ | ----------- | ----------- | ----------- | ------ | ------ |
| 2014-2015        | Jong Ajax        | 1D               | 1          | 0          | -               | -               | -               | -                  | -                  | -                  | -           | -           | -           | 1      | 0      |
| 2015-2016        | Jong Ajax        | 1D               | 17         | 5          | -               | -               | -               | -                  | -                  | -                  | -           | -           | -           | 17     | 5      |
| 2016-2017        | Jong Ajax        | 1D               | 28         | 15         | -               | -               | -               | -                  | -                  | -                  | -           | -           | -           | 28     | 15     |
| 2017-2018        | Jong Ajax        | 1D               | 1          | 1          | -               | -               | -               | -                  | -                  | -                  | -           | -           | -           | 1      | 1      |
| 2018-2019        | Jong Ajax        | 1D               | 17         | 7          | -               | -               | -               | -                  | -                  | -                  | -           | -           | -           | 17     | 7      |
| Totale Jong Ajax | Totale Jong Ajax | Totale Jong Ajax | 64         | 28         |                 | -               | -               |                    | -                  | -                  |             | -           | -           | 64     | 28     |
| 2015-2016        | Ajax             | ED               | 7          | 1          | CO              | 0               | 0               | UCL+UEL            | 0+2                | 0+1                | -           | -           | -           | 9      | 2      |
| 2016-2017        | Ajax             | ED               | 5          | 0          | CO              | 3               | 1               | UCL+UEL            | 1+1                | 0+0                | -           | -           | -           | 10     | 1      |
| 2017-2018        | Ajax             | ED               | 4          | 0          | CO              | 2               | 1               | UCL+UEL            | 0+1                | 0+0                | -           | -           | -           | 7      | 1      |
| 2018-2019        | Ajax             | ED               | 0          | 0          | CO              | 3               | 0               | UCL                | 0                  | 0                  | -           | -           | -           | 3      | 0      |
| Totale Ajax      | Totale Ajax      | Totale Ajax      | 16         | 1          |                 | 8               | 2               |                    | 5                  | 1                  |             | -           | -           | 29     | 4      |
| 2019-2020        | Utrecht          | ED               | 13         | 0          | CO              | 1               | 0               | UEL                | 2                  | 0                  | -           | -           | -           | 16     | 0      |
| 2020-2021        | Twente           | ED               | 16         | 6          | CO              | 1               | 0               | -                  | -                  | -                  | -           | -           | -           | 17     | 6      |
| 2021-2022        | Twente           | ED               | 18         | 1          | CO              | 2               | 0               | -                  | -                  | -                  | -           | -           | -           | 20     | 1      |
| 2022-2023        | Twente           | ED               | 36         | 14         | CO              | 1               | 0               | UECL               | 4                  | 1                  | -           | -           | -           | 41     | 15     |
| Totale Twente    | Totale Twente    | Totale Twente    | 70         | 21         |                 | 4               | 0               |                    | 4                  | 1                  |             | -           | -           | 78     | 22     |
| 2023-2024        | Wolfsburg        | BL               | 22         | 4          | CG              | 3               | 1               | -                  | -                  | -                  | -           | -           | -           | 25     | 5      |
| 2024-2025        | Rangers          | SP               | 33         | 12         | CS+CdL          | 1+4             | 0               | UCL+UEL            | 2+12               | 0+6                | -           | -           | -           | 52     | 18     |
| Totale carriera  | Totale carriera  | Totale carriera  | 219        | 67         |                 | 22              | 4               |                    | 25                 | 8                  |             | -           | -           | 266    | 79     |

### Cronologia presenze e reti in nazionale
| Cronologia completa delle presenze e delle reti in nazionale ― Rep. Ceca | Cronologia completa delle presenze e delle reti in nazionale ― Rep. Ceca | Cronologia completa delle presenze e delle reti in nazionale ― Rep. Ceca | Cronologia completa delle presenze e delle reti in nazionale ― Rep. Ceca | Cronologia completa delle presenze e delle reti in nazionale ― Rep. Ceca | Cronologia completa delle presenze e delle reti in nazionale ― Rep. Ceca | Cronologia completa delle presenze e delle reti in nazionale ― Rep. Ceca | Cronologia completa delle presenze e delle reti in nazionale ― Rep. Ceca |
| Data                                                                     | Città                                                                    | In casa                                                                  | Risultato                                                                | Ospiti                                                                   | Competizione                                                             | Reti                                                                     | Note                                                                     |
| ------------------------------------------------------------------------ | ------------------------------------------------------------------------ | ------------------------------------------------------------------------ | ------------------------------------------------------------------------ | ------------------------------------------------------------------------ | ------------------------------------------------------------------------ | ------------------------------------------------------------------------ | ------------------------------------------------------------------------ |
| 11-11-2020                                                               | Lipsia                                                                   | Germania                                                                 | 1 – 0                                                                    | Rep. Ceca                                                                | Amichevole                                                               | -                                                                        | 45’                                                                      |
| 18-11-2020                                                               | Plzeň                                                                    | Rep. Ceca                                                                | 2 – 0                                                                    | Slovacchia                                                               | UEFA Nations League 2020-2021 - 1º turno                                 | -                                                                        | 45’                                                                      |
| 5-6-2022                                                                 | Praga                                                                    | Rep. Ceca                                                                | 2 – 2                                                                    | Spagna                                                                   | UEFA Nations League 2022-2023 - 1º turno                                 | -                                                                        | 59’                                                                      |
| 12-6-2022                                                                | Malaga                                                                   | Spagna                                                                   | 2 – 0                                                                    | Rep. Ceca                                                                | UEFA Nations League 2022-2023 - 1º turno                                 | -                                                                        | 59’                                                                      |
| 24-9-2022                                                                | Praga                                                                    | Rep. Ceca                                                                | 0 – 4                                                                    | Portogallo                                                               | UEFA Nations League 2022-2023 - 1º turno                                 | -                                                                        | 63’                                                                      |
| 27-9-2022                                                                | San Gallo                                                                | Svizzera                                                                 | 2 – 1                                                                    | Rep. Ceca                                                                | UEFA Nations League 2022-2023 - 1º turno                                 | -                                                                        | 79’                                                                      |
| 16-11-2022                                                               | Olomouc                                                                  | Rep. Ceca                                                                | 5 – 0                                                                    | Fær Øer                                                                  | Amichevole                                                               | 1                                                                        | 45’                                                                      |
| 19-11-2022                                                               | Gaziantep                                                                | Turchia                                                                  | 2 – 1                                                                    | Rep. Ceca                                                                | Amichevole                                                               | 1                                                                        | 73’                                                                      |
| 24-3-2023                                                                | Praga                                                                    | Rep. Ceca                                                                | 3 – 1                                                                    | Polonia                                                                  | Qual. Euro 2024                                                          | -                                                                        | 89’                                                                      |
| 17-6-2023                                                                | Tórshavn                                                                 | Fær Øer                                                                  | 0 – 3                                                                    | Rep. Ceca                                                                | Qual. Euro 2024                                                          | 2                                                                        | 80’                                                                      |
| 20-6-2023                                                                | Podgorica                                                                | Montenegro                                                               | 1 – 4                                                                    | Rep. Ceca                                                                | Amichevole                                                               | -                                                                        | 70’                                                                      |
| 7-9-2023                                                                 | Praga                                                                    | Rep. Ceca                                                                | 1 – 1                                                                    | Albania                                                                  | Qual. Euro 2024                                                          | 1                                                                        | 71’                                                                      |
| 10-9-2023                                                                | Budapest                                                                 | Ungheria                                                                 | 1 – 1                                                                    | Rep. Ceca                                                                | Amichevole                                                               | -                                                                        | 72’                                                                      |
| 12-10-2023                                                               | Tirana                                                                   | Albania                                                                  | 3 – 0                                                                    | Rep. Ceca                                                                | Qual. Euro 2024                                                          | -                                                                        | 64’                                                                      |
| 15-10-2023                                                               | Plzeň                                                                    | Rep. Ceca                                                                | 1 – 0                                                                    | Fær Øer                                                                  | Qual. Euro 2024                                                          | -                                                                        | 75’ 77’                                                                  |
| 7-6-2024                                                                 | Grödig                                                                   | Rep. Ceca                                                                | 7 – 1                                                                    | Malta                                                                    | Amichevole                                                               | 1                                                                        | 63’                                                                      |
| 22-6-2024                                                                | Amburgo                                                                  | Georgia                                                                  | 1 – 1                                                                    | Rep. Ceca                                                                | Euro 2024 - 1º turno                                                     | -                                                                        | 55’                                                                      |
| 10-9-2024                                                                | Praga                                                                    | Rep. Ceca                                                                | 3 – 2                                                                    | Ucraina                                                                  | UEFA Nations League 2024-2025 - 1º turno                                 | -                                                                        | 54’ 66’                                                                  |
| 11-10-2024                                                               | Praga                                                                    | Rep. Ceca                                                                | 2 – 0                                                                    | Albania                                                                  | UEFA Nations League 2024-2025 - 1º turno                                 | -                                                                        | 69’                                                                      |
| 14-10-2024                                                               | Breslavia                                                                | Ucraina                                                                  | 1 – 1                                                                    | Rep. Ceca                                                                | UEFA Nations League 2024-2025 - 1º turno                                 | -                                                                        | 58’                                                                      |
| 16-11-2024                                                               | Tirana                                                                   | Albania                                                                  | 0 – 0                                                                    | Rep. Ceca                                                                | UEFA Nations League 2024-2025 - 1º turno                                 | -                                                                        | 64’                                                                      |
| 19-11-2024                                                               | Olomouc                                                                  | Rep. Ceca                                                                | 2 – 1                                                                    | Georgia                                                                  | UEFA Nations League 2024-2025 - 1º turno                                 | -                                                                        | 57’                                                                      |
| 20-3-2025                                                                | Hradec Králové                                                           | Rep. Ceca                                                                | 2 – 1                                                                    | Fær Øer                                                                  | Qual. Mondiali 2026                                                      | -                                                                        | 79’                                                                      |
| 25-3-2025                                                                | Faro                                                                     | Gibilterra                                                               | 0 – 4                                                                    | Rep. Ceca                                                                | Qual. Mondiali 2026                                                      | 1                                                                        | 79’                                                                      |
| 6-6-2025                                                                 | Plzeň                                                                    | Rep. Ceca                                                                | 2 – 0                                                                    | Montenegro                                                               | Qual. Mondiali 2026                                                      | -                                                                        | 77’                                                                      |
| 9-6-2025                                                                 | Osijek                                                                   | Croazia                                                                  | 5 – 1                                                                    | Rep. Ceca                                                                | Qual. Mondiali 2026                                                      | -                                                                        | 66’                                                                      |
| Totale                                                                   |                                                                          | Presenze                                                                 | 26                                                                       |                                                                          | Reti                                                                     | 7                                                                        |                                                                          |

## Palmarès

### Club
- Eerste Divisie: 1

Jong Ajax: 2017-2018
- Coppa dei Paesi Bassi: 1

Ajax: 2018-2019
- Campionato olandese: 1

Ajax: 2018-2019

### Individuale
- Talento ceco dell'anno: 1

2015